# Kościół Wniebowzięcia Najświętszej Maryi Panny w Safi
Kościół Wniebowzięcia Najświętszej Maryi Panny (malt. Il-knisja ta’ Santa Marija tal-Assunta, ang. Church of the Assumption of the Blessed Virgin Mary) – rzymskokatolicki kościół w miejscowości Safi na Malcie.  

## Historia
Pośrednio wiadomo, że kościół pod wezwaniem Wniebowzięcia Matki Bożej istniał w Safi długo przed wielkim oblężeniem Malty. Na początku XVI wieku niejaki Vinċenz Manduca z Mdiny był zobowiązany przygotować posiłek dla ubogich w Safi na fiestę Wniebowzięcia.

Kiedy wizytator apostolski na Malcie Pietro Dusina odwiedził wioskę w 1575, stwierdził, że w kościele jest jeden ołtarz i obraz Madonny nad nim. W 1658 kościół był już zaniedbany i opuszczony; w takim stanie rzeczy 25 listopada tegoż roku biskup Balaguer zdekonsekrował go. Na prośbę Gio Vittorio De Notto, który zobowiązał się utrzymywać kościół, poświęcony ponownie 22 sierpnia 1683 przez proboszcza Matteo Xriha. W 1737 kościół był wciąż w dobrym stanie.
Lecz już w 1758 świątynia była zrujnowana i porzucona. W listopadzie tego roku Ġużeppi Manġion poprosił biskupa Bartolomé Rulla o zgodę na jej odbudowanie. Prace, pod nadzorem projektanta Anġlu Bonniciego, ruszyły w maju 1761, i 20 października 1764 kościół został ukończony, zaś jego poświęcenie nastąpiło w 1765.
W późniejszych wiekach kościół bywał zamknięty, służył jako magazyn dekoracji kościelnych. Kilkakrotnie był miejscem różnych spotkań religijnych, a także prowadzono w nim katechezy. Od czasu do czasu wykonywane w nim były drobne naprawy oraz prace malarskie. W latach 70., oraz 80. i 90. XX wieku kościół przeszedł znaczące odnowy.

## Architektura

### Wygląd zewnętrzny
Budynek, zbudowany w stylu barokowym, ma kształt sześcianu. Na fasadzie, na wysokich cokołach wznoszą się cztery pilastry, zakończone doryckimi kapitelami. Dwa środkowe pilastry tworzą szerokie centralne pole, w którym znajdują się prostokątne drzwi do świątyni. Ich portal tworzą proste kamienne listwy, zaś zwieńczone są dwoma niezdobionymi belkami, ponad którymi półkolisty fronton. Bezpośrednio nad nim umieszczone jest prostokątne okno, obwiedzione również kamiennymi listwami. Dwa boczne pola fasady, dwukrotnie węższe od centralnego, są gładkie. Całość pokrywa szeroki gzyms, na którym wznosi się pełna balustrada. Na niej, na przedłużeniu pilastrów, cztery ozdobne elementy w kształcie urny, z których wewnętrzne oflankowują trójkątny główny fronton. Na świątyni wznosi się kopuła na wysokim ośmiobocznym bębnie. Na styku jego ścian identyczne urny, jak na fasadzie. 

### Wnętrze
Kościół ma jeden ołtarz, znajdujący się w niewielkiej apsydzie. Obraz tytularny nieznanego autora przedstawia Wniebowzięcie Matki Bożej. Maryja na obrazie ma koronę, i gwiazdy wokół głowy; nic nie wiadomo o okolicznościach koronacji. Po obu stronach obrazu wspaniałe rzeźby dwóch aniołów, ponad nim putti oraz figura Boga Ojca. Na predelli ołtarza, ponad tabernakulum owalny obraz przedstawiający św. Katarzynę.

W kościele znajduje się kruchta, nad nią drewniana galeria, zbudowana w 1772.  

## Kościół dziś
W kościele, od poniedziałku do piątku w godzinach 8–12 oraz 15–18, odbywa się adoracja Najświętszego Sakramentu.

## Ochrona dziedzictwa kulturowego
Od 16 grudnia 2011 budynek umieszczony jest na liście National Inventory of the Cultural Property of the Maltese Islands pod nr. 1885.